# Język busa
Język busa (a. busan), także: odiai (a. uriai) − język izolowany używany w prowincji Sandaun w Papui-Nowej Gwinei, przez mieszkańców trzech wsi w rejonie rzeki Sepik. Liczba użytkowników w 2000 roku wynosiła 240 osób.
Nie został dobrze udokumentowany, opublikowane materiały ograniczają się do listy słownictwa. Wielu jego użytkowników zna również język yalë. Zdarzają się małżeństwa mieszane ze społecznością Yalë.
Nie wykształcił piśmiennictwa.